# Щапов Микола Михайлович
Мико́ла Миха́йлович Ща́пов (* 1881 — † 1960) — російський учений у галузі гідротехніки.
Доктор технічних наук. Професор. Батько історика Ярослава Щапова.

## Біографічні відомості
Із відзнакою закінчив Практичну академію комерційних наук. 1899 року вступив до Імператорського Московського технічного училища (нині Московське державне технічне училище імені Миколи Баумана), закінчив його 1906 року. Продовжив освіту в Німеччині та Швейцарії.
У 1905-1913 роках у Середній Азії вів проектування майбутнього Великого Ферганського каналу. 1911 року їздив в Єгипет для вивчення організації зрошення на Нілі.
Був гласним Московської міської думи.
Викладав у Московському вищому технічному училищі.
Дослідник гідротурбін. Автор підручників із гідротехніки.
Микола Щапов з юності захоплювався фотографією. Він зафіксував на плівці Московську, Ярославську губернії, міста Росії, України, Середньої Азії, Німеччини, Швейцарії, Англії, Франції, Єгипту.

## Електронні джерела
- «Московські замальовки». Фотографії М. М. Щапова [Архівовано 5 березня 2016 у Wayback Machine.](рос.)